# Algernon
Algernon  è un nome proprio di persona inglese maschile.

## Origine e diffusione
Proviene dall'espressione normanna aux gernons o als gernons, che vuol dire "con i baffi" (da a les, "con i", e gernon, una variante di grenon, "baffi", dal latino volgare *granonem, di origine germanica).
Il nome, dal significato così peculiare, nasce effettivamente come soprannome: così veniva chiamato infatti  William de Percy, un compagno d'armi di Guglielmo I d'Inghilterra. A partire dal XV secolo, i suoi discendenti cominciarono a usarlo effettivamente come nome di battesimo, e nel XIX secolo entrò nell'uso generale.

## Onomastico
Non vi sono santi che portano questo nome, che quindi è adespoto; l'onomastico si può festeggiare il 1º novembre, festa di Ognissanti.

## Persone

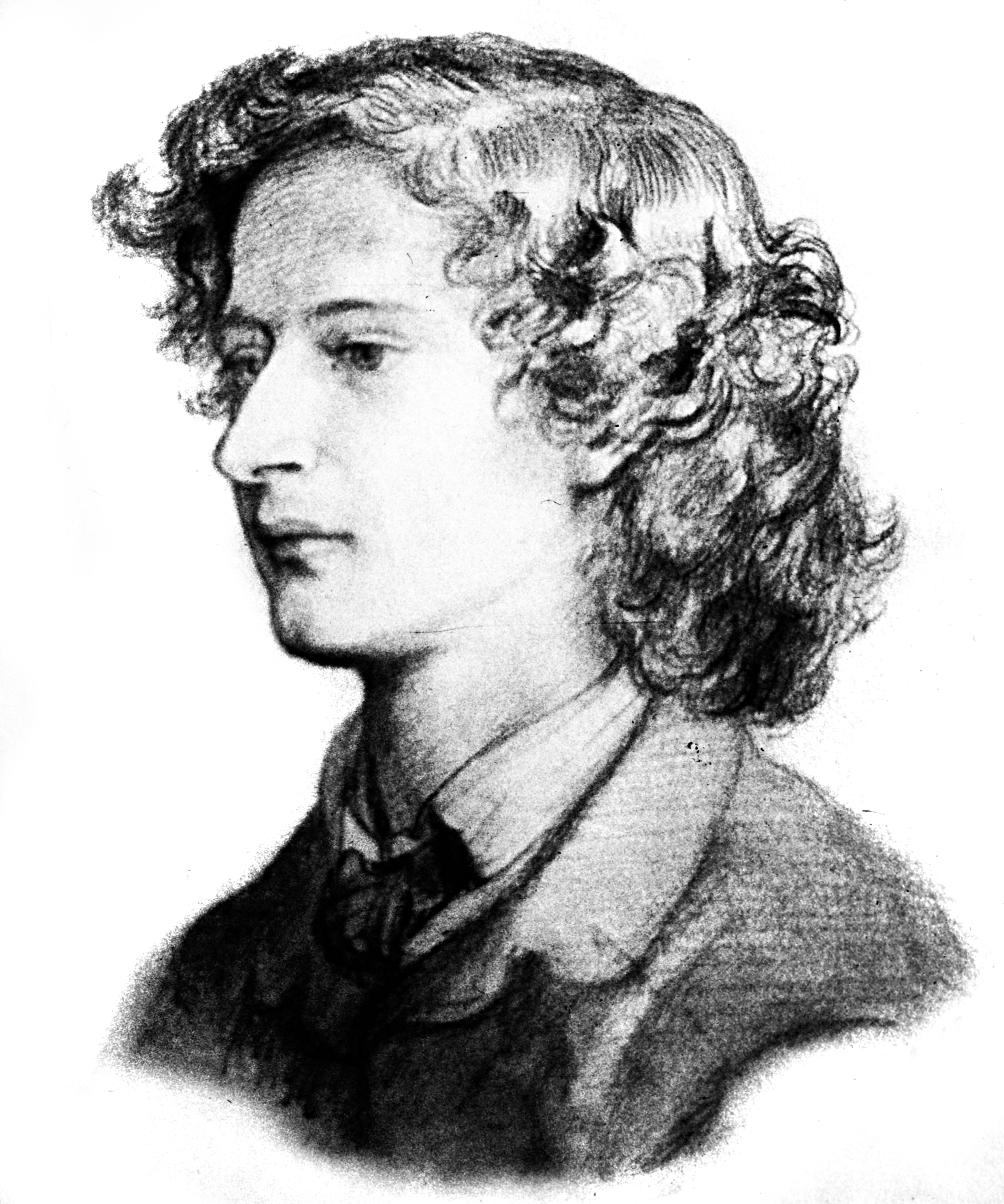
Algernon Swinburne

- Algernon Blackwood, scrittore inglese
- Algernon Capell, generale britannico
- Algernon Freeman-Mitford, diplomatico e scrittore inglese
- Algernon Keith-Falconer, politico scozzese
- Algernon Kingscote, tennista britannico
- Algernon Maudslay, velista britannico
- Algernon Percy, I conte di Beverly, pari britannico
- Algernon Percy, IV duca di Northumberland, ammiraglio britannico
- Algernon Percy, VI duca di Northumberland, politico britannico
- Algernon Percy, X conte di Northumberland, militare britannico
- Algernon Seymour, VII duca di Somerset, figlio di Charles Seymour
- Algernon Sidney, politico e nobile britannico
- Algernon Swinburne, poeta britannico
- Hugh Algernon Weddell, botanico e medico britannico naturalizzato francese

## Il nome nelle arti
- Algernon è un personaggio del romanzo di Daniel Keyes Fiori per Algernon.
- Algernon Moncrieff è un personaggio della commedia di Oscar Wilde L'importanza di chiamarsi Ernesto. Nell'adattamento italiano della versione cinematografica del 1952 è stato ribattezzato "Agenore", nome che non ha alcun rapporto con l'originale.
- Algernon Wivern-Wemys è un personaggio del romanzo di Nicholas Blake Questione di prove.